# 増田藤之助
増田 藤之助（ますだ とうのすけ、1865年3月10日（元治2年2月13日） - 1942年（昭和17年）1月24日）は、日本の英文学者、翻訳家、新聞記者。早稲田大学名誉教授、立教大学文学部教授、東京英語専修学校教授。日本の英文学の権威で、早稲田大学文科では坪内逍遙と双璧をなした。『日本英学新誌』創刊者、日本英学院塾主。

## 人物・経歴
1865年3月10日（元治2年2月13日）、伊勢国（現・三重県）津で生まれる。当地の師範学校の付属小学校に学び、少年時代は『頴才新誌』の投書家として、東京のやはり小学生であった尾崎徳太郎（紅葉）、山田武太郎（美妙）、地方の堺利彦（枯川）らと文名を競う。
郷里の伊勢国で『伊勢新聞』の記者となるが、自由民権運動に憧れ、18歳の時に上京する。東京に出たものの、実情に失望したことから学問に転じようとするが、病弱と学費不足のため、入手した東京大学のカリキュラムにより英語を独学せざるを得なかった。
1890年（明治23年）頃、どの程度英語の学力がついたか自分では見当がつかなかったが、たまたま国民英学会の教師募集に応じて、主席で採用された。その頃の生徒に杉村広太郎（楚人冠）がいるが、「増田先生の訳は一字一句、否ピリオド一つもゆるがせにしない厳格さで、しかもたちどころに名文となっていた」と思い出を語っている。博言博士として知られるアメリカ人のフレデリック・イーストレイクが来日すると、すぐに認められて、彼から「スエズ以東第一の英学者」の折り紙をつけられた。
イーストレイクに従い、1891年（明治24年）に国民英学会と袂を分かち、ともに日本英学院を興こして塾主となる。1892年（明治25年）には、雑誌『日本英学新誌』を創刊。この雑誌には『方丈記』や『徒然草』のような日本古典の英訳から、現代文学の『舞姫』（森鷗外）の英訳なども掲載しており、当時生じた独特の直訳的英語教育法を排除して、雅醇の訳の必要性を主張、実施して、『早稲田文学』の坪内逍遙から大きな賛同を得た。
同じく1890年（明治23年）頃、立教学校（現・立教大学）の英語教授としても従事する。兼務として「自由新聞」の客員として論説や翻訳を執筆する。1891年（明治24年）5月28日には、『自由』の社説に『美術の個人主義』（副題：ヲスカル・ワイルド氏の論文抄訳）を執筆掲載した。これは同年2月にオスカー・ワイルドが英国で『Fortnightly Review』に掲載した「The Soul of Man under Socialism」を材料として執筆したもので、英国で発表されたわずか3か月後に日本に紹介されており、当時として驚くべきほど早くに英国の作品が日本に紹介された事例として見て取れる。
1894年（明治27年）、東京専門学校（現・早稲田大学）文科に迎えられ、坪内逍遙と同文科の双璧となる。増田が着任する以前の東京専門学校の文科は、そこで教えた夏目漱石の去った後に、漱石の推薦で藤代禎輔（素人）が来たが、ドイツ文学の第一人者となるべき将来を持った彼も、専門違いの英語を教えたために、学生たちからの猛攻に手も足も出ず、散々な体たらくで去り、その後適当な後任者が見つからず、久しく空席になっている状況だった。いつまでもそのままにしておけないことから、たまたま日本英学院に学んだ学生達がその塾主であった増田藤之助を推薦して、招聘された経緯があった。島村滝太郎（抱月）も日本英学院で学んで、早稲田の文学科に入学したので、その篤学を知っており、それに賛し、ここに増田を迎えることが決まった。1897年（明治30年）10月から、喜安璡太郎が増田の家に住み込み、日本英学新誌の編集を手伝った。
また、1897年（明治30年）9月に、東京英語専修学校（日本英語専修学校、現・立教大学文学部文学科英米文学専修）が開校すると、同校の教授も兼務し、その後も立教大学の文学部教授も長く兼務した。
増田はラルフ・ワルド・エマーソンを講じ、テキストは『エヴェリマン叢書』を用いた。ロバート・ブラウニングの『指輪と本』なども教材として講じた。当時早稲田の学生であった木村毅（文学評論家、作家）らが増田に学んでいる。同じく、学生であった伊藤康安（臨済宗僧侶・仏教学者）によると増田によるエマーソンの和訳は天下一品の名訳であったと伝えている。
早稲田大学百年史では、『もし世間に、早稲田教授の三尊を高田・天野・坪内とする如く、仮に文学科のみの三尊を数えれば、坪内雄蔵、大西祝、そして増田藤之助となるであろう』と増田の業績を称えている。
1925年（大正14年）3月、早稲田大学教授と立教大学教授の職を辞し、著述生活に入った。早稲田大学名誉教授。

## 主な著作
- 『英和双解熟語大辞典』
- 『英和比較英文法十講』
- 『新撰英和辞典』
- 『名著評釈 : ネルソン伝』 増田藤之助 述 早稲田大学出版部 1905
- 『豊太閤征韓史』 増田藤之助訳 隆文館 1907（英文独修叢書）
- 『譚叢 : 英和対訳』増田藤之助編訳 京文堂 1909.11
- 『英文法十講 : 英和比較』エフ・ワーリントン・イーストレーキ, 増田藤之助 著 有朋堂 1910.10
- 『人世小観』ヘンリイ・テイラア 著 増田藤之助 訳註 大日本文華出版部南北社 1920
- 『笑ひながら覚えられる中等英文和訳　第1』中村八郎 著 増田藤之助 閲 実業之日本社 1924
- 『英文名著全集 : 訳註. 第1輯 第2巻』トマス・カーライル 著 増田藤之助 訳 英文学社 1929
- 『英文学名著選集 1』トマス・カーライル 著 増田藤之助 訳 外語研究社 1933

## 関連人物
- 増田綱 - 養子、早稲田大学教授